# Opération Yevusi
Guerre israélo-arabe de 1948
L'opération Yevusi (מבצע יבוסי} est une opération militaire du Palmah durant la guerre israélo-arabe de 1948 pour assurer le contrôle des juifs sur Jérusalem et faisant référence à la tribu des Jébuséens.
Les quatre objectifs étaient Nabi Samuel, le point le plus élevé de la région, Sheikh Jarrah (quartier du caveau de Simon le juste שמעון הצדיק) , un village sur la route du mont Scopus, Katamon, et Augusta Victoria à l'est de la vieille ville de Jérusalem, commandée par Yitzhak Sadeh, qui eut lieu du 22 avril 1948 au 3 mai 1948.